# (31837) 2000 CB35
2000 CB35 (asteroide 31837) é um asteroide da cintura principal. Possui uma excentricidade de 0.18142800 e uma inclinação de 14.12139º.
Este asteroide foi descoberto no dia 2 de fevereiro de 2000 por LINEAR em Socorro.